# Beijing Great Wheel
A Beijing Great Wheel egy tervezett óriáskerék, mely a pekingi Chaoyang Parkban épült volna.
A médiában közzétett bejelentések szerint az óriáskerék 208 méter magasra tervezték, jelentősen túlszárnyalva a jelenleg legmagasabb Singapore Flyer elnevezésű 165 méteres óriáskereket. Az építkezést 2007-ben kezdték meg, befejezését 2009-re jósolták, a megnyitás tervezett idejét pedig 2010-re.
A Chaoyang Parkban működő keréknek 193 méteres lesz a kerékátmérője, 48 kapszulája 40 ember befogadására képes és légkondicionált lesz. A tervek szerint tiszta időjárási viszonyok esetén a kínai nagy fal is látható lesz a kerék fedélzetéről. Az óriáskerék egy fordulatot kb. 30 perc alatt tesz majd meg.
Egy 2010 májusi hír szerint a Great Beijing Wheel Co. – mely a kereket építi –, vagyona egy kölcsönszerződés megszegése miatt gondnokság alá került. Az építési munkák azóta szünetelnek.